# Marcus Loane

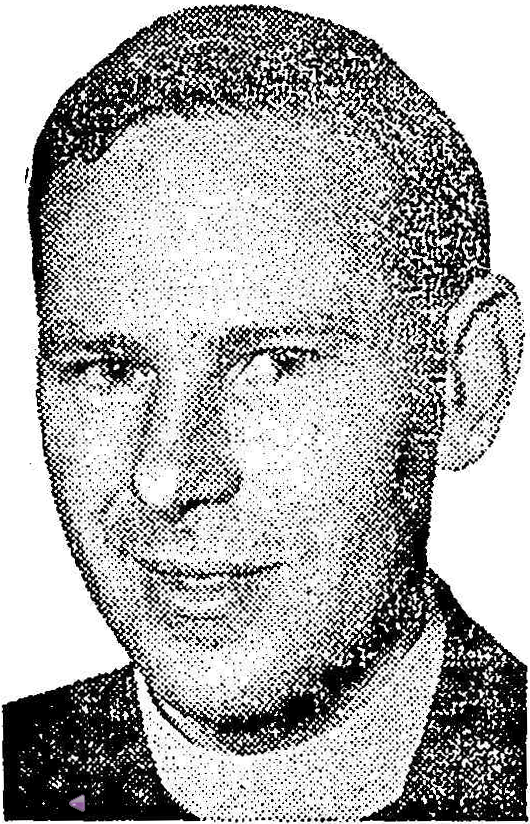
Marcus Loane

Marcus Lawrence Loane KBE (* 14. Oktober 1911 in Tasmanien; † 13. April 2009 in Sydney) war ein australischer Geistlicher, Bischof der Anglican Church of Australia und Autor.
Loane studierte an der Universität Sydney und dem Moore Theological College. Im Jahr 1935 wurde er zum Priester geweiht. Danach war er von 1939 bis 1953 Vizedirektor und im Anschluss von 1954 bis 1959 Direktor des Moore Theological College. Während des Zweiten Weltkrieges diente Loane von 1942 bis 1944 in Papua-Neuguinea als Kaplan bei den australischen Truppenverbänden.
Im Jahr 1958 erhielt Loane die Bischofsweihe. Er war von 1966 bis 1982 Erzbischof von Sydney, und von 1978 bis 1982 anglikanischer Primas von Australien. Loane war damit der erste in Australien geborene Erzbischof von Sydney. Im Jahr 1976 wurde er zum Knight Commander des Order of the British Empire ernannt.
Er starb am 13. April 2009 im Alter von 97 Jahren nach kurzer Krankheit. Loane war seit 1937 verheiratet und hatte vier Kinder.